# Spartaco Donati
Spartaco Donati (Fucecchio, 24 novembre 1928) è un ex calciatore italiano, di ruolo terzino destro.

## Carriera
Giocò in Serie A nella Pro Patria e nel Verona.